# めぐる季節

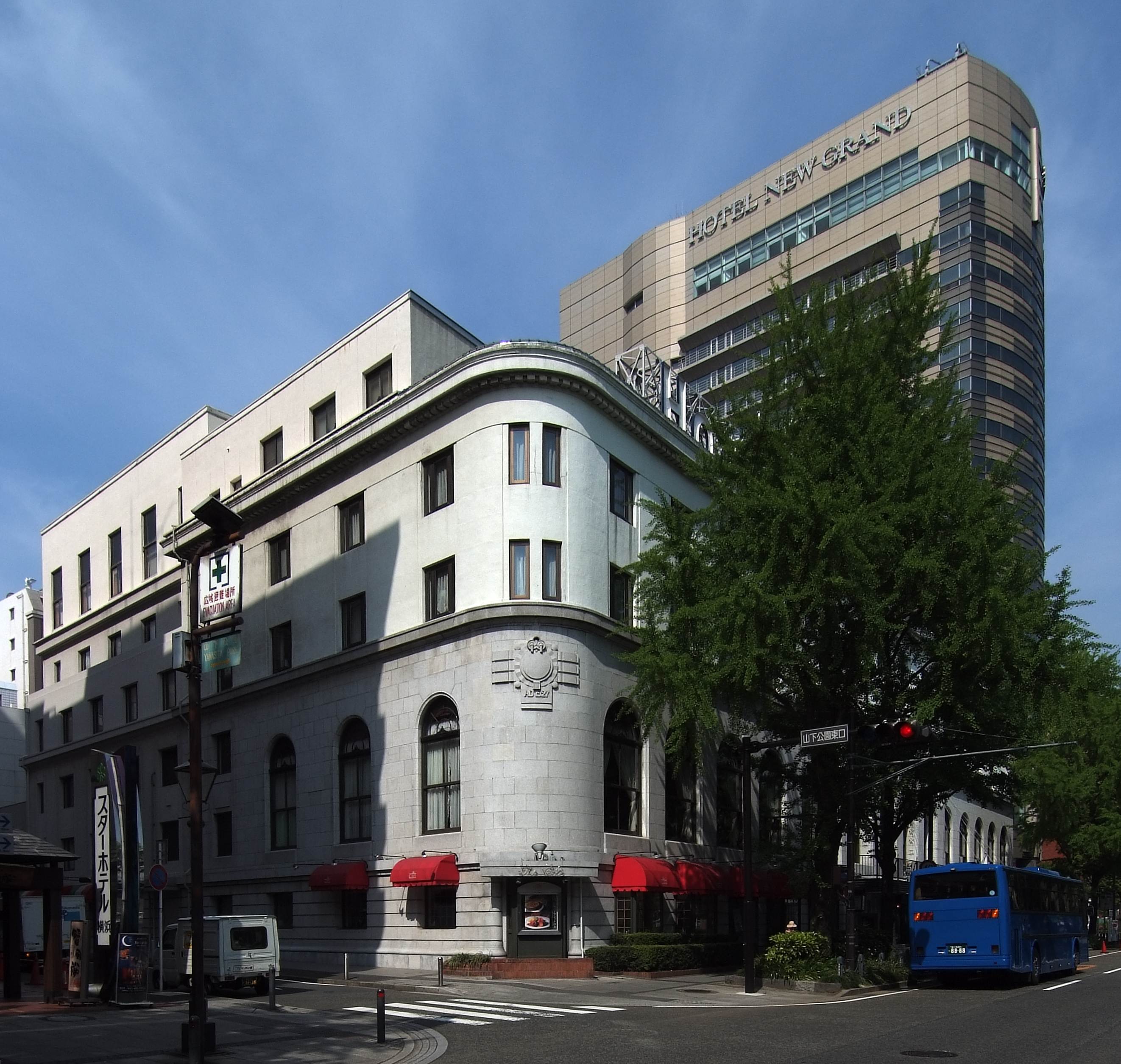
「めぐる季節」のジャケット撮影が行われたホテルニューグランド（横浜・山下町）

「めぐる季節 / ランナウェイ」（めぐるきせつ ランナウェイ）は、1976年10月5日に発売されたオフコース（当時の表記はオフ・コース）通算9枚目のシングル。

## 解説
「めぐる季節」、「ランナウェイ」両曲ともアルバム『SONG IS LOVE』の先行シングル曲で、アルバム収録曲と同内容。
「めぐる季節」では、プロデューサー武藤敏史の要請により、大間ジローと同じくザ・ジャネットの元メンバー松尾一彦がハーモニカでレコーディングに初参加。松尾は『SONG IS LOVE』のアルバム・レコーディングにも引き続き参加する。後に武藤は、以下のように振り返っている。
同曲は後にリバイバルでマックスファクターのCMソングに使用された。
「ランナウェイ」は後に、歌詞が一部変更されたのに加え、オリジナルよりロック色の強いアレンジでライブ・アルバム『LIVE』に収録された。さらにその後、同曲は鈴木康博がアルバム『BeSide』でセルフ・カヴァーした。解説で鈴木は「『のがすなチャンスを』と共に派手なイメージがあって、ライブの見せ場的場面転換の曲としてよく使った。Aメロのリズムがイキ」と書いている。

## パッケージ、アートワーク
シングル「風に吹かれて」までの全アルバムおよびシングルに継続使用された“SONG IS LOVE”を併せたデザインによるグループ名のロゴは、本作ではじめて登場した。ジャケットは横浜ホテルニューグランドのレストランで撮影されたもの。レストランはその後も営業を続け、ジャケットに映る窓もそのまま残っている。

## 収録曲
歌：オフ・コース OFF COURSE

### SIDE A
1. めぐる季節   MEGURU-KISETSU  –  (3'55")
作詩[注釈 8] · 作曲：小田和正、編曲：オフ・コース

### SIDE B
1. ランナウェイ   RUN AWAY  –  (4'17")
作詩[注釈 8] · 作曲：鈴木康博、編曲：オフ・コース

## レコーディング・メンバー

### めぐる季節
- 小田和正  –  リード・ボーカル、コーラス、 エレクトリック・ピアノ、 フルート、 モーグ・シンセサイザー
- 鈴木康博  –  ボーカル、コーラス、 エレクトリック・ギター、アコースティック・ギター、 ガット・ギター、 トライアングル
- 大間ジロー  –  ドラムス、タンバリン
- 小泉良司  –  エレクトリック・ベース
- 松尾一彦  –  ハーモニカ

### ランナウェイ
- 鈴木康博  –  リード・ボーカル、コーラス、エレクトリック・ギター、カバサ、 木魚
- 小田和正  –  ボーカル、コーラス、エレクトリック・ピアノ、アコースティック・ピアノ、モーグ・シンセサイザー
- 大間ジロー  –  ドラムス、カウベル、ボンゴ、シェーカー
- 小泉良司  –  エレクトリック・ベース

## スタッフ
- プロデュース : 武藤敏史、小田和正、鈴木康博

### リリース日一覧
| 地域 | タイトル                  | リリース日    | レーベル                        | 規格               | カタログ番号 | 備考 |
| ---- | ------------------------- | ------------- | ------------------------------- | ------------------ | ------------ | --- |
| 日本 | めぐる季節 / ランナウェイ | 1976年10月5日 | EXPRESS ⁄ TOSHIBA EMI           | 7"シングルレコード | ETP-10081    | |
| 日本 | めぐる季節 / ランナウェイ | 2020年6月3日  | USM JAPAN ⁄ UNIVERSAL MUSIC LLC | CD                 | UPCX-4230    | デビュー・シングル『群衆の中で / 陽はまた昇る』からラスト・シングル『夏の別れ / 逢いたい』までを収録した全36枚組CD BOX『コンプリート・シングル・コレクションCD BOX』(UPCY-9918)の中の1タイトル。発表当時のアナログ7インチ・シングルのアートワークを再現した12cm紙ジャケット仕様CD。 |